# Зандгейзен
Зандгейзен (нід. Zandhuizen) — село в нідерландській провінції Фрисландія. Входить до муніципалітету Вестстеллінгверф.
Його площа становить 7,92км², а населення станом на 2021 рік складало 335 осіб.
Перша згадка про населений пункт датується 1543 роком.